# Destination X 2005
Destination X (2005) was een professioneel worstel-pay-per-view (PPV) evenement dat georganiseerd werd door Total Nonstop Action Wrestling (TNA). Het was de eerste editie van Destination X en vond plaats op 13 maart 2005 in de TNA iMPACT! Zone in Orlando, Florida.

## Matches
| Nr. | Match | Winnaar(s)                   | Opmerkingen | Bron  |
| --- | --- | ---------------------------- | --- | ----- |
| 1P  | Chris Candido & Andy Douglas vs. Lex Lovett & Buck Quartermain | Chris Candido & Andy Douglas | Tag team match. | [ 1 ] |
| 2P  | Kid Kash & Lance Hoyt vs. Cassidy Riley & Jerrelle Clark | Kid Kash & Lance Hoyt        | Tag team match. | [ 1 ] |
| 3   | Team Canada (Petey Williams, Eric Young, Bobby Roode & A-1) (met Coach D'Amore en Johnny Devine) vs. 3Live Kru (Konnan & B.G. James) & America's Most Wanted (Chris Harris & James Storm) | Team Canada                  | 8-man tag team match | [ 1 ] |
| 4   | Chris Sabin vs. Chase Stevens (met Chris Candido en Andy Douglas) | Chris Sabin                  | Een-op-een match. | [ 1 ] |
| 5   | Dustin Rhodes vs. Raven | Dustin Rhodes                | Texas Bullrope match. | [ 1 ] |
| 6   | The Disciples of Destruction (Don Harris & Ron Harris) (met Traci) vs. Phi Delta Slam (Bruno Sassi & Big Tilly) (met Trinity)                                                             | The Disciples of Destruction | Tag team match; volgens de wedstrijd-bepaling, werd Traci de persoonlijke assistent van Director of Authority Dusty Rhodes. | [ 1 ] |
| 7   | Monty Brown vs. Trytan | N.V.T.                       | Een-op-een match. Wedstrijd leverde geen winnaar op.                                                                        | [ 1 ] |
| 8   | Jeff Hardy vs. Abyss | Jeff Hardy                   | Falls Count Anywhere match.                                                                                                 | [ 1 ] |
| 9   | The Outlaw vs. Kevin Nash | The Outlaw                   | First Blood match. | [ 1 ] |
| 10  | Christopher Daniels vs. A.J. Styles (c) vs. Ron Killings vs. Elix Skipper | Christopher Daniels (nc)     | Ultimate X Challenge voor het TNA X Division Championship.                                                                  | [ 1 ] |
| 11  | Jeff Jarrett (c) vs. Diamond Dallas Page | Jeff Jarrett                 | Ringside Revenge match voor het NWA World Heavyweight Championship.                                                         | [ 1 ] |